# Кулаши
Кулаши су насељено мјесто у општини Прњавор, Република Српска, БиХ. Према попису становништва из 1991. у насељу је живјело 1.234 становника.

## Географија
Кулаши су смештени у долини реке Укрине око 15 km од Прњавора.

## Историја
У месту се налази Мала Градина, археолошко налазиште из доба палеолита (старије камено доба). Налазили су алатке, првенствено стругалице и ручне шиљке израђене од великих комада полудрагог камења. Од свих налаза најпознатији је један од неколико примерака уметничке фигуре палеолитског човека са простора Босне и Херцеговине. То је камена фигура слична глави дивље патке. Фигура је првобитно била природна фигура, на којој је човек, да би појачао сличност са животињом, оштрим предметом зарезао неколико цртица на месту које одговара очима. Носилац палеолита на овим просторима је био неандерталски човек.

## Становништво
| Демографија | Демографија | Демографија |
| Година      | Становника  | Становника  |
| ----------- | ----------- | ----------- |
| 1961.       | 1.033       |             |
| 1971.       | 1.149       |             |
| 1981.       | 1.368       |             |
| 1991.       | 1.228       |             |